# ریچارد نیکسون
ریچارد میلهوس نیکسون (به انگلیسی: Richard Milhous Nixon) (۹ ژانویهٔ ۱۹۱۳ – ۲۲ آوریل ۱۹۹۴) سیاستمدار و وکیل آمریکایی بود که از سال ۱۹۶۹ تا ۱۹۷۴ به عنوان سی و هفتمین رئیس‌جمهور ایالات متحده آمریکا فعالیت می‌کرد. او پس از ۳ سال حضور در مجلس نمایندگان و ۳ سال در سنا، طی سال‌های ۱۹۵۳ تا ۱۹۶۱ به عنوان سی وششمین معاون رئیس‌جمهور ایالات متحده آمریکا خدمت کرد. او پس از پنج سال ریاست‌جمهوری که پایان مداخله آمریکا در جنگ ویتنام، کاهش تنش در روابط با اتحاد جماهیر شوروی و جمهوری خلق چین و تأسیس سازمان حفاظت از محیط زیست را شامل می‌شد، در پی رسوایی واترگیت، به نخستین و تا امروز تنها رئیس‌جمهور تاریخ ایالات متحده آمریکا تبدیل شد که از مقام خود کناره‌گیری می‌کند.
نیکسون در یک خانواده فقیر در یک شهر کوچک در جنوب کالیفرنیا به دنیا آمد. وی در سال ۱۹۳۷ از مدرسه حقوق دانشگاه دوک فارغ‌التحصیل شد و برای وکالت به کالیفرنیا بازگشت. او و همسرش پت در سال ۱۹۴۲ برای کار در دولت فدرال به واشینگتن، دی. سی. نقل مکان کردند. وی در جنگ جهانی دوم در ناوگان رزمی نیروی دریایی مشغول انجام وظیفه بود. وی در سال ۱۹۴۶ برای نمایندگی در مجلس نمایندگان انتخاب شد. پیگیری وی در مورد پرونده الجر هیس شهرت وی را به عنوان یک ضد کمونیست برجسته تثبیت کرد که باعث ارتقا او در سطح ملی شد. در سال ۱۹۵۰، وی به سنا راه یافت. او به همراه دوایت آیزنهاور در انتخابات ریاست‌جمهوری ۱۹۵۲ به عنوان نامزد معاونت ریاست‌جمهوری حزب جمهوری‌خواه حضور داشت. پس از پیروزی در آن انتخابات و انتخابات ریاست‌جمهوری ۱۹۵۶، به مدت هشت سال معاون رئیس‌جمهور ایالات متحده آمریکا بود. او در انتخابات ریاست‌جمهوری ۱۹۶۰ با اختلاف کم به جان اف. کندی باخت و در سال ۱۹۶۲ در انتخابات فرمانداری کالیفرنیا هم مقابل پت براون شکست خورد. او در انتخابات ریاست‌جمهوری ۱۹۶۸ دوباره برای رسیدن به ریاست جمهوری تلاش کرد و این بار با شکست دادن هیوبرت هامفری و جورج والاس در انتخاباتی نزدیک، به ریاست جمهوری انتخاب شد.
نیکسون در سال ۱۹۷۳ به مداخله آمریکا در جنگ ویتنام و سربازگیری اجباری خاتمه داد. بازدید نیکسون از جمهوری خلق چین در سال ۱۹۷۳ آغازی بر روابط دیپلماتیک بین دو کشور بود. او پیمان موشک‌های ضد بالستیک را با اتحاد جماهیر شوروی امضا کرد که به کاهش تنش میان دو کشور در میانه جنگ سرد انجامید. او بر دستمزدها و قیمت‌ها کنترل اعمال کرد، به جدایی نژادی در مدارس ایالات جنوبی پایان داد و سازمان حفاظت از محیط زیست ایالات متحده آمریکا را تأسیس کرد. او به عنوان رئیس‌جمهور فرود آپولو ۱۱ بر ماه که پایانی بر رقابت فضایی میان آمریکا و شوروی بود را نظاره کرد. در انتخابات ریاست‌جمهوری ۱۹۷۲ نیکسون بر رقیب دموکراتش، جرج مک‌گاورن، با اختلاف بسیار زیادی در آرای الکترال پیروز شد.
در دوره دوم ریاست جمهوری خود، نیکسون دستور به تحویل اسلحه و تجهیزات به اسرائیل در طول جنگ یوم کیپور را داد که منجر به بحران نفتی در داخل کشور شد. در اواخر سال ۱۹۷۳، رسوایی واترگیت اتفاق افتاد و باعث شد نیکسون بسیاری از حمایت‌های سیاسی‌اش را از دست بدهد. وی در ۹ اوت ۱۹۷۴، پیش از این‌که کنگره او را استیضاح کند، نخستین رئیس‌جمهور آمریکا شد که استعفا کرد. پس از استعفا، معاون سابقش، جرالد فورد -که در پی استعفای او به ریاست‌جمهوری رسیده بود- وی را مورد عفو ریاست‌جمهوری قرار داد. در طول ۲۰ سال پس از ریاست‌جمهوری، نیکسون خاطرات خود و ۹ کتاب دیگر را نوشت و سفرهای خارجی بسیاری انجام داد. وی در ۱۸ آوریل ۱۹۹۴ دچار سکته مغزی ناتوان کننده ای شد و چهار روز بعد در ۸۱ سالگی درگذشت.

## زندگی و تحصیلات
ریچارد میلهوس نیکسون ۹ ژانویه ۱۹۱۳ در حوزهٔ شهرستان یوربا لیندا، کالیفرنیا پا به جهان گشود. او در خانه‌ای که به دست پدرش در مرتع پرورش لیموی خانوادگی آن‌ها ساخته شده بود به دنیا آمد. پدر و مادر او به ترتیب فرنسیس ای. نیکسون و هانا میلهوس نیکسون بودند. مادر او یک کوئیکر بود و پدرش از متدیسم به کیش کوئیکر روی آورد. یکی از نیاکان نیکسون از سوی مادری، توماس کرنل است که نیای بنیان‌گذار دانشگاه کرنل، ازرا کرنل و جیمی کارتر و بیل گیتس نیز بود.
تربیت نیکسون تحت تأثیر مراعات کیش کوئیکر از جمله ممنوعیت الکل، رقصیدن و فحاشی بود. او چهار برادر داشت: هارولد (۱۹۰۹–۱۹۳۳)، دونالد (۱۹۱۴–۱۹۸۷)، آرتور (۱۹۱۸–۱۹۲۵) و ادوارد (۱۹۳۰–۲۰۱۹). چهارتا از پنج پسر خانوادهٔ نیکسون با الهام از پادشاهان سده‌های میانی بریتانیای کبیر نامیده شدند؛ برای نمونه ریچارد به افتخار ریچارد شیردل نامیده شد.
اوایل زندگی نیکسون با سختی و فشار مشخص شد: وی بعدها با نقل قول از دوایت آیزنهاور در وصف کودکی‌اش گفت: «ما تهی‌دست بودیم، اما افتخار آن این بود که نمی‌دانستیم». مرتع خانوادگی نیکسون در سال ۱۹۲۲ شکست خورد و آن‌ها به وایتیر، کالیفرنیا کوچ کردند. در ناحیه‌ای کوئیکرنشین، فرانک نیکسون یک فروشگاه بقالی و پمپ بنزین بازگشود. آرتور، برادر کوچک ریچارد در سال ۱۹۲۵ و در سن هفت سالگی بر اثر بیماری کوتاهی درگذشت. ریچارد دوازده ساله بود هنگامی که یک لکه در شش‌هایش پیدا شد و به دلیل تاریخچهٔ خانوادگی سل، او از ورزش کردن منع شد. بعدها معلوم شد که لکه، بافت زخمی ناشی از یک حملهٔ اولیه ذات‌الریه است.

## نگارخانه

محمدرضا شاه پهلوی در کنار ریچارد نیکسون
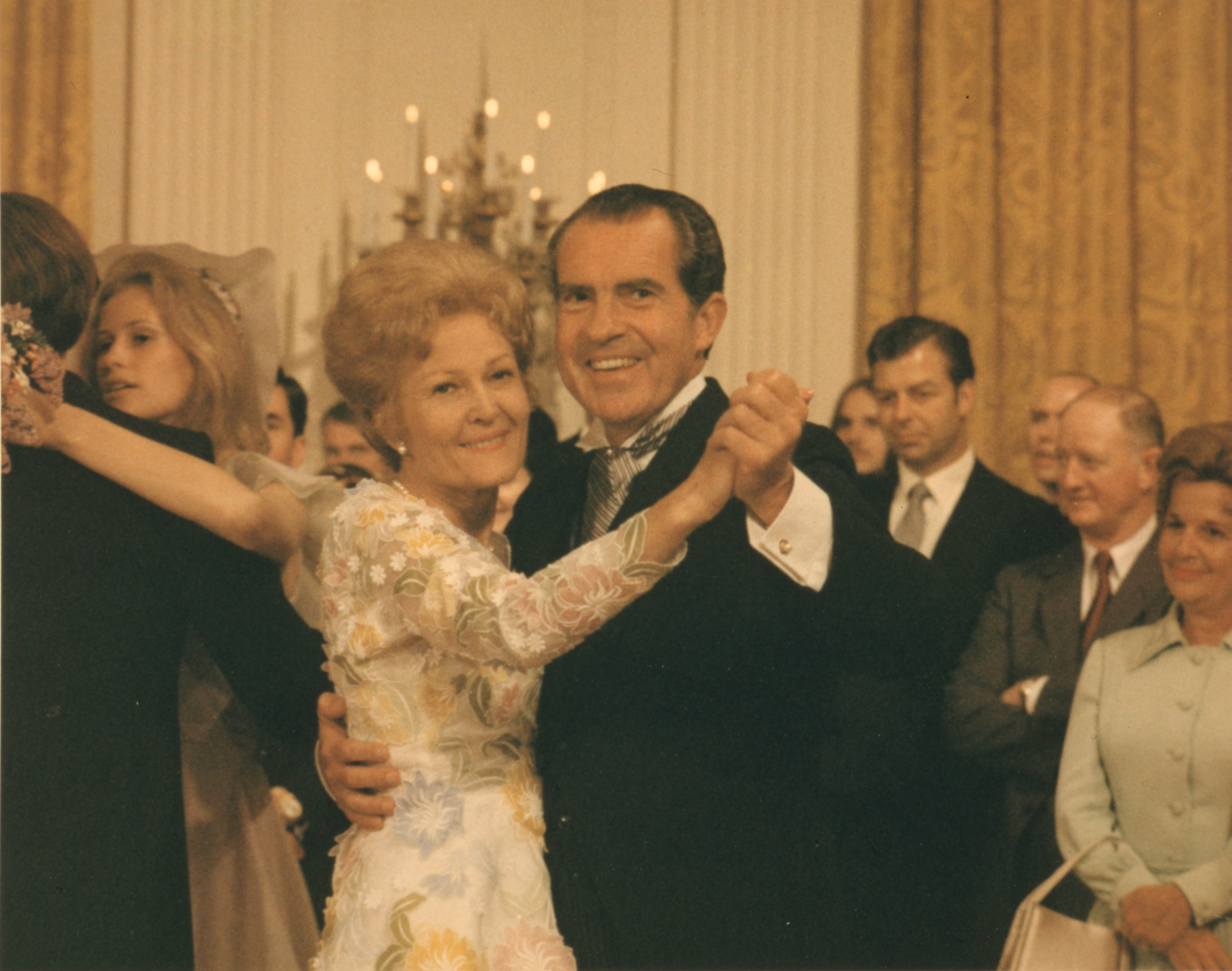
ژوئن ۱۹۷۱ میلادی نیکسون و همسرش در جشن عروسی دخترشان می‌رقصند.
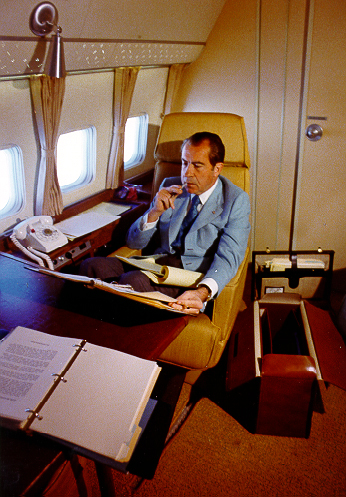
هنگام خواندن کتاب درون هواپیما
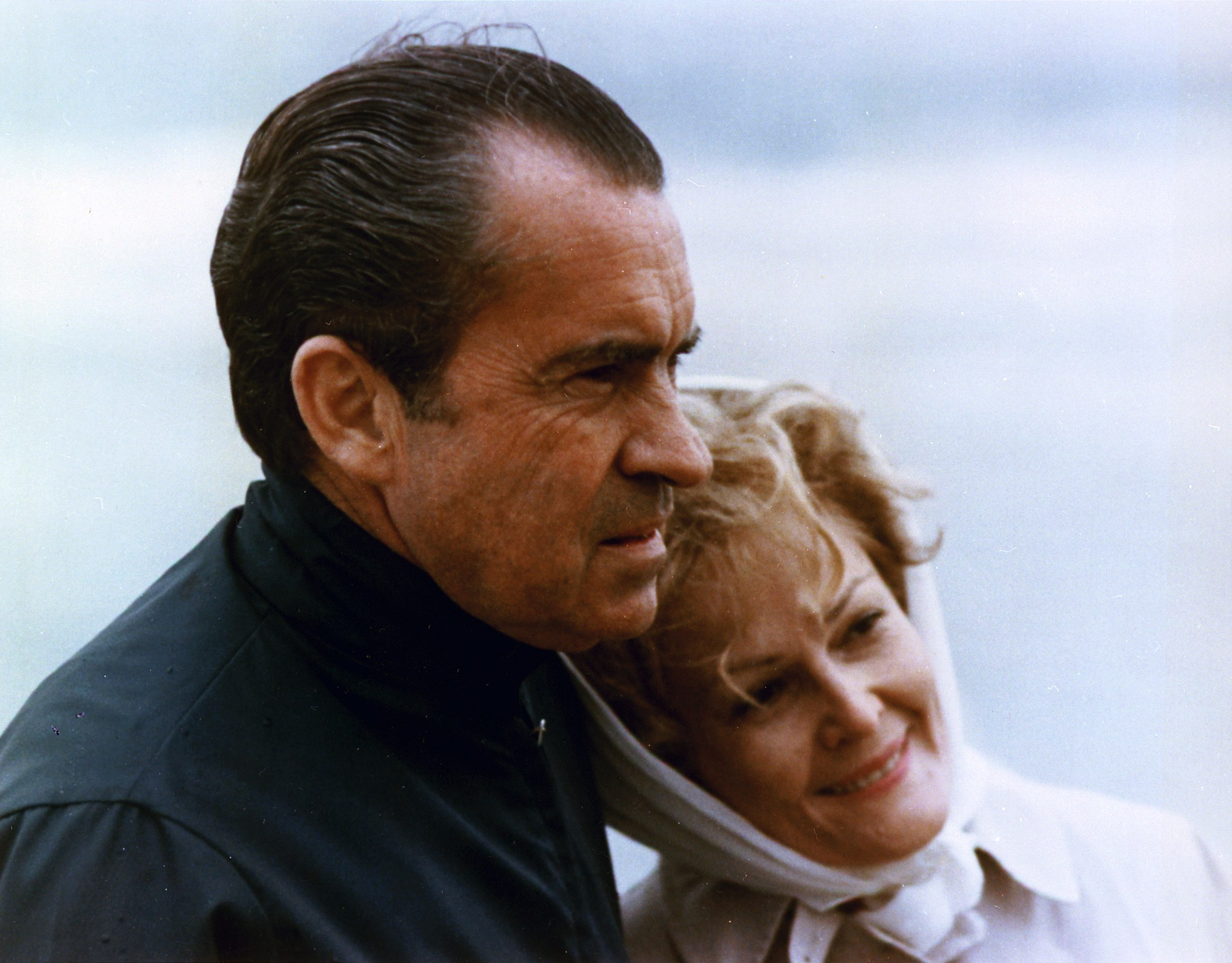
نیکسون و همسرش
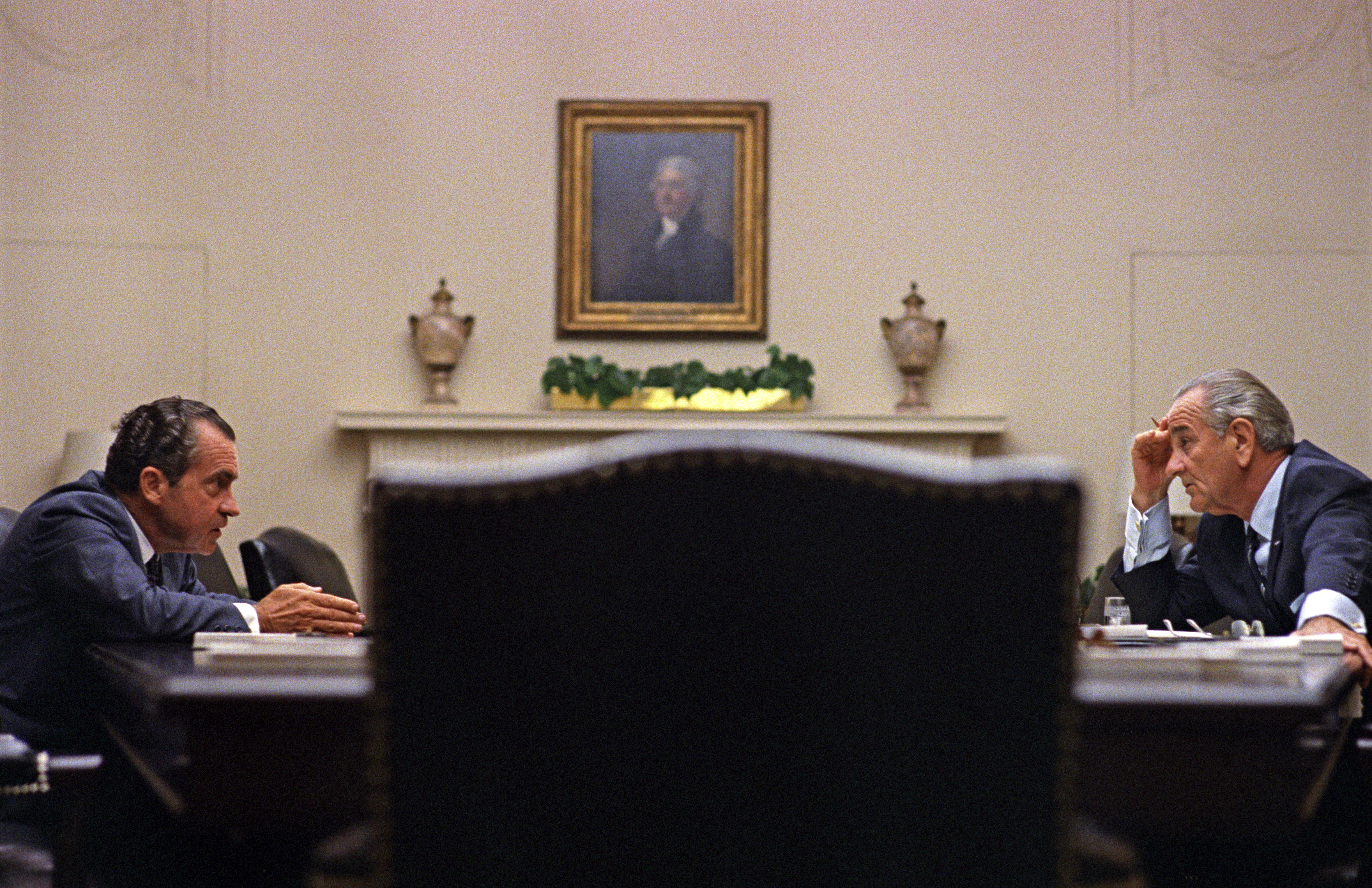
هنگام گفتگو با پرزیدنت لیندون بی. جانسون
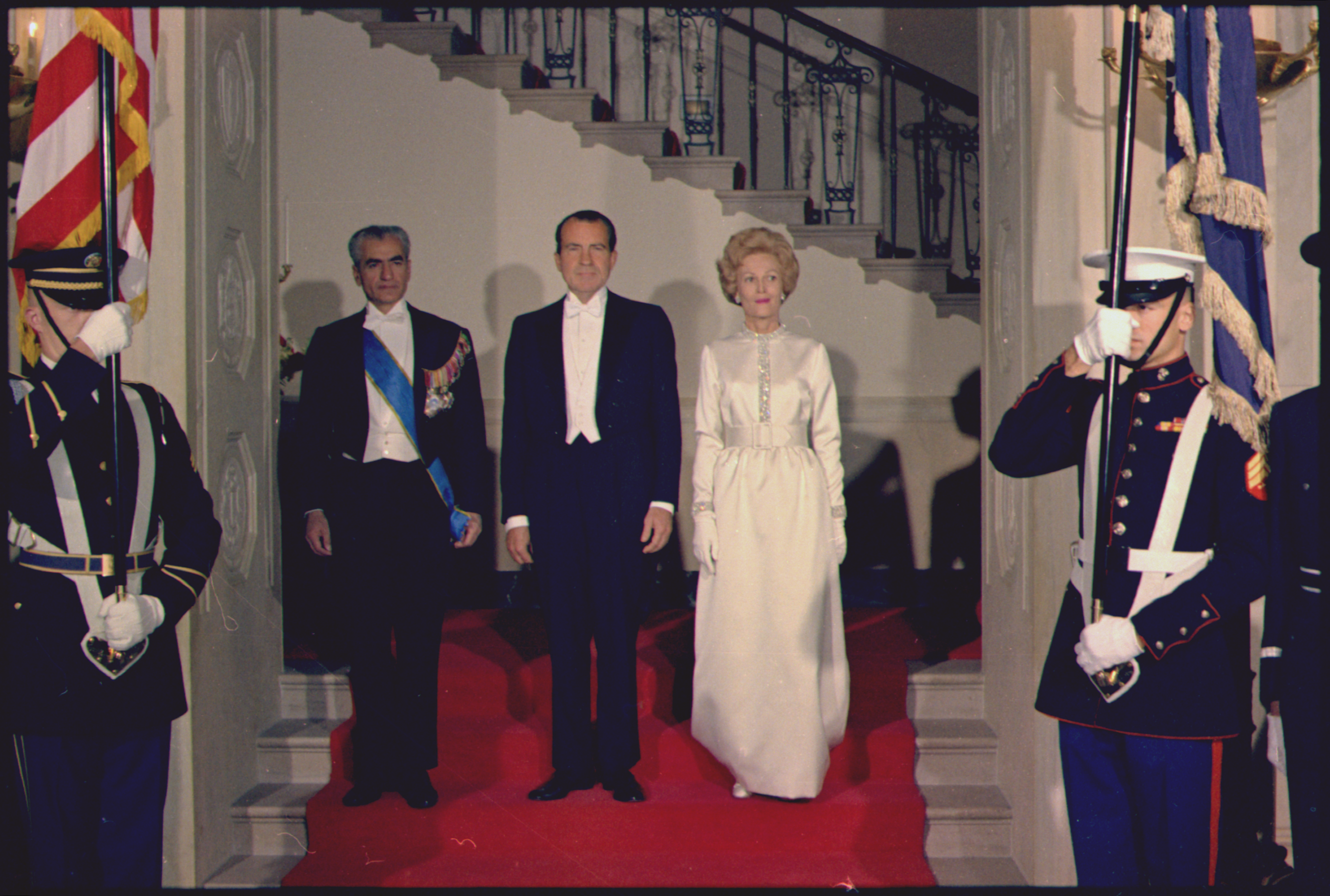
محمدرضا شاه پهلوی شاه ایران همراه رئیس جمهور آمریکا، ریچارد نیکسون و بانوی نخست، پت نیکسون در سال ۱۹۷۱ میلادی